# Etezje

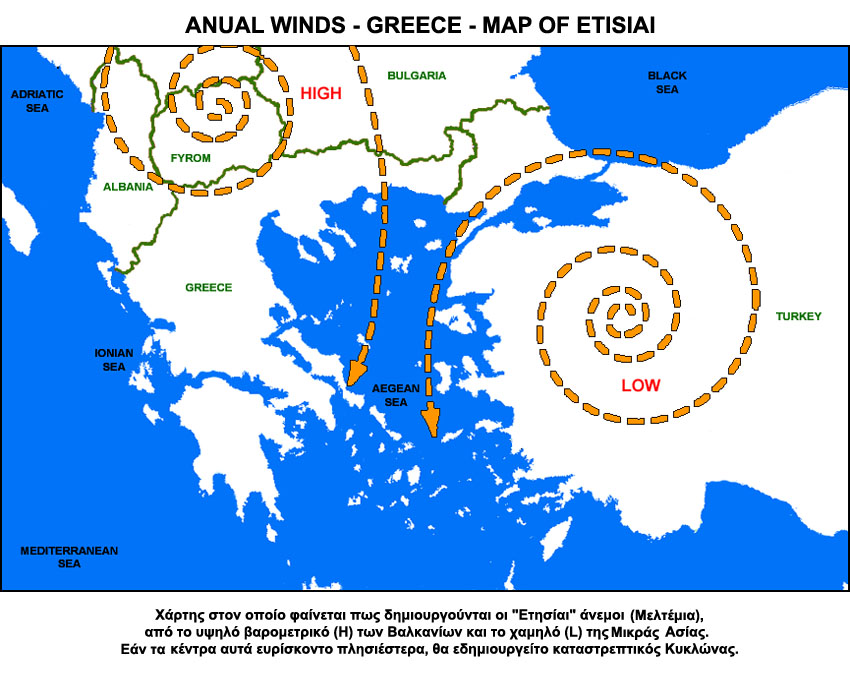
Cyrkulacje powietrza tworzące etezje

Etezje (etezja, wiatry etezyjskie, meltemi) z gr. etos 'rok', etesios 'sezonowy, coroczny' – łagodne, suche wiatry wiejące regularnie każdego roku w porze ciepłej (od maja/czerwca do października) we wschodniej części Morza Śródziemnego - głównie nad Morzem Egejskim. Wieją przeważnie z kierunków północnych lub północno-wschodnich. Etezje w Grecji nazywane są także (μελτέμι meltemi), a w Turcji meltem.

## Powstawanie
Wiatry etezyjskie są związane z gradientem ciśnienia pomiędzy wyżem nad Bałkanami (prawoskrętna cyrkulacja) i niżem nad Turcją (lewoskrętna cyrkulacja monsunowa), co najlepiej widać na mapce. Etezje są przykładem wiatru katabatycznego.
Etezje budzą się zwykle około południa, osiągając wczesnym popołudniem siłę od 4 do 7-8ºB i słabną lub cichną zupełnie o zmierzchu. Najsilniej wieją w centralnej części Morza Egejskiego nad archipelagiem Cyklad oraz w okolicy wyspy Kos. Meltemi w odróżnieniu od innych wiatrów zamierających w nocy jest wiatrem wielodniowym, może trwać od kilku do kilkunastu dni (zwykle 3-4). Wiatr ten ma "chłodzące" działanie w czasie upalnego w tym regionie lata. Obniżając wilgotność powietrza poprawia widoczność na morzu. Konsekwencją wiatru jest także powstawanie dość wysokich fal (do 5 metrów pomiędzy Cykladami i Dodekanezem).

## Ateny – oddziaływanie etezji z bryzą morską
W Atenach etezje wieją w lecie z północy do północnego wschodu, co jest związane z lokalną topografią i spływem powietrza z gór i z miasta. Powoduje to porywiste wiatry od lądu. Wiatr meltemi związany jest z gorącym i suchym powietrzem wiejącym z prędkością pomiędzy 8 do 28 węzłów i trwa od 1 do dwóch tygodni. Normalnie wieje przez około 3-4 dni z rzędu. Etezje są często blokowane przez bryzę morską. Bryza zazwyczaj osiąga maksimum po południu. Jednak w Atenach stosunkowo często bryza się nie rozwija ze względu na bardzo wysoką temperaturę.